# Vilhelm Ingerslev
Johan Vilhelm Christian Ingerslev, född den 22 januari 1835 i Snesere vid Præstø, död den 30 oktober 1918 i Præstø, var en dansk läkare.
Ingerslev avlade medicinsk examen 1859 och bosatte sig 1861 i Præstø, där han var distriktsläkare från 1888—1913. Här skrev han Danmarks Læger og Lægevæsen fra de ældste Tider indtil Aar 1800 (1873), ett verk som fick till följd att universitetet 1894 kreerade honom till hedersdoktor i medicin. Ingerslev var medstiftare av och ordförande för "Understøttelsesforeningen for danske Lægers trængende Enker og forældreløse Børn" (1877), kom senare in i styrelsen för nästan alla läkarnas hjälp- och understödsföreningar och utvecklade i dessa institutioner en rik verksamhet. Hans fick även möjlighet att visa sin administrativa förmåga som ordförande i Den almindelige danske Lægeforening 1889—95 och i Præstø byråd 1891—1903 och i olika statliga kommissioner.

## Utmärkelser
- Riddare av Dannebrogorden,  1892[2]

[Redigera Wikidata]